# مازاریکوس
مازاریکوس (به اسپانیایی: Mazaricos) یک دهستان اسپانیا است.

## خصوصیات
مازاریکوس ۱۸۸٫۳۰ کیلومترمربع مساحت و ۵٬۶۳۹ نفر جمعیت دارد.

## خواهرخوانده
شهر Cigole خواهرخواندهٔ مازاریکوس هست.